# 15e (Schotse) Infanteriedivisie

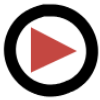
Insigne van het Schotse 15e Infanteriedivisie

De 15e (Schotse) Infanteriedivisie (Engels: 15th (Scottish) Infantry Division) was een divisie van de British Army die zowel in de Eerste Wereldoorlog als de Tweede Wereldoorlog vocht.

## Eerste Wereldoorlog
De divisie werd in september 1914 gevormd en maakte deel uit van de K2 Legergroep. In juli 1915 vertrok de divisie naar Frankrijk en vocht daar gedurende gehele Eerste Wereldoorlog aan het Westfront. De divisie vocht tijdens de oorlog in de Slag om Loos, de Slag aan de Somme en de Derde Slag om Ieper.

## Tweede Wereldoorlog
De divisie werd tijdens de Tweede Wereldoorlog heropgericht en was een duplicaat van de Britse 52e (Laagland) Divisie. Het maakte deel uit van het 8e Legerkorps. De 15e (Schotse) Infanteriedivisie was tot juni 1944 gestationeerd in Groot-Brittannië.
De 15e (Schotse) Infanteriedivisie nam deel aan Operatie Epsom, Operatie Jupiter en Operatie Bluecoat. Tijdens Operatie Epsom veroverde de divisie een brug over de rivier de Odon. De opmars van de divisie verliep daarna via Frankrijk, België, Nederland (Operatie Nutcracker) naar Duitsland. Hierbij werden de rivieren Seine, Maas, Rijn en Elbe overgestoken. De divisie bevrijdde in Nederland onder andere de plaatsen Best, Blerick en Tilburg.
Op 10 april 1946 werd de divisie uiteindelijk ontbonden. De totale aantal doden, gewonden en vermisten tijdens het 12 maanden van gevechten bedraagt 11.772.

## Eenheden Tweede Wereldoorlog
- 44e Infanteriebrigade
  - 8e Royal Scots
  - 6e Royal Scots Fusiliers
  - 6e King’s Own Scottish Borderers
- 46e Infanteriebrigade
  - 9e Cameronians (Scottish Rifles)
  - 2e Glasgow Highlanders
  - 7e Seaforth Highlanders
- 227e Infanteriebrigade
  - 10e Highland Light Infantry
  - 2e Gordon Highlanders
  - 2e Argyll & Sutherland Highlanders
- Ondersteuningseenheden
  - 102e (Northumberland Hussars) Anti-Tank Regiment, Royal Artillery – 1944-45
  - 1e Middlesex (Machine Gun)
  - 15e Scottish Reconnaissance Regiment 1943-1946

## Bevelhebbers

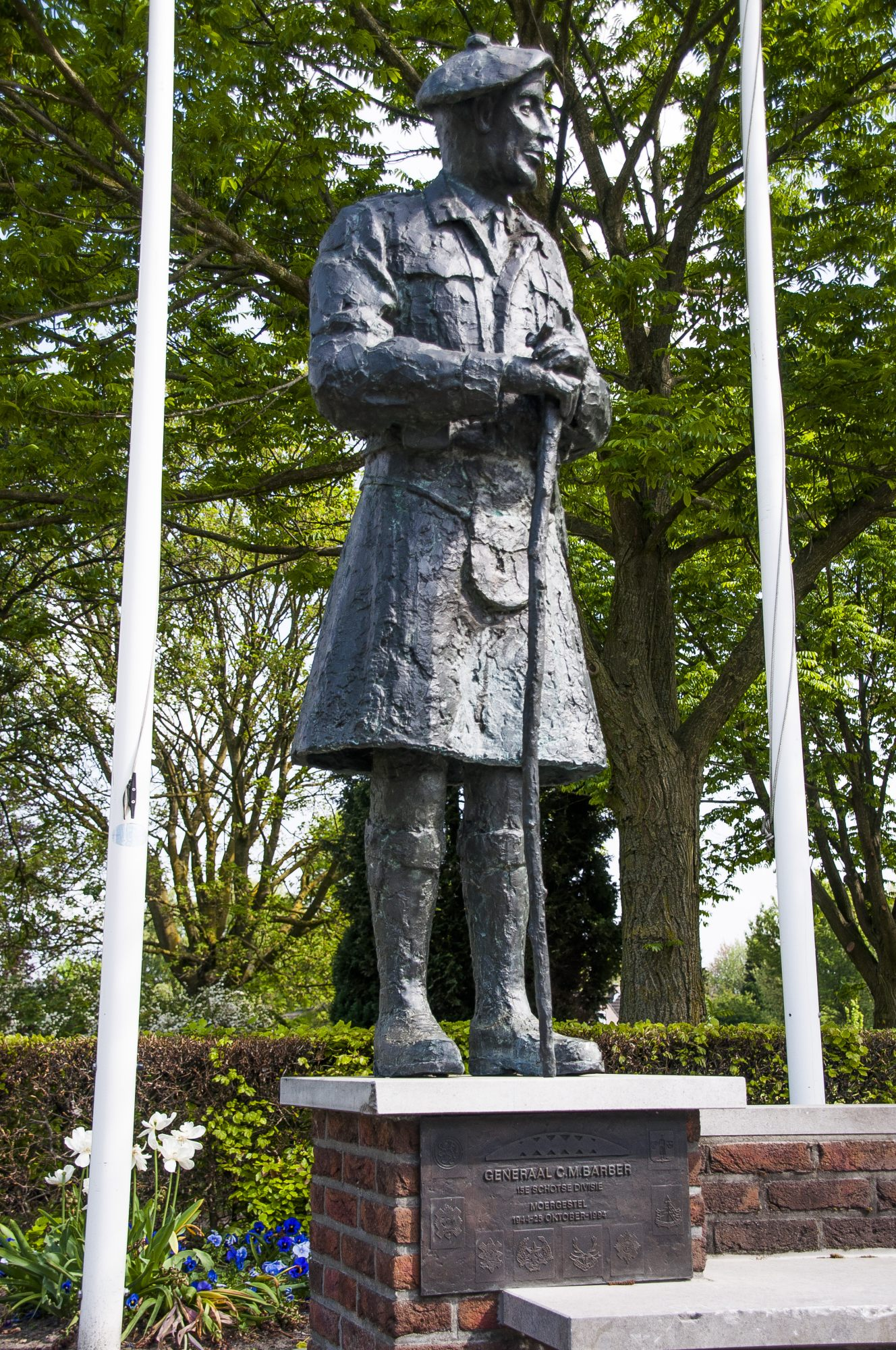
War memorial with statue of General C.M. Barber in The Netherlands

- 3 september 1939-10 augustus 1940 – generaal-majoor R. Le Fannu
- 19 augustus 1940-23 augustus 1940 – brigadier J.A. Campbell (tijdelijk)
- 23 augustus 1940-27 januari 1941 – generaal-majoor R.C. Money
- 27 januari 1941-30 januari 1941 – brigadier J.A. Campbell (tijdelijk)
- 30 januari 1941-17 juni 1941 – generaal-majoor Sir Oliver Leese
- 17 juni 1941-30 mei 1942 – generaal-majoor Philip Christison
- 31 mei 1942-14 augustus 1943 – generaal-majoor D.C. Bullen-Smith
- 14 augustus 1943-27 augustus 1943 – brigadier H.D.K. Money (tijdelijk)
- 27 augustus 1943-5 augustus 1944 – generaal-majoor G.H.A. MacMillan
- 5 augustus 1944-31 augustus 1945 – generaal-majoor C.M. Barber